# China Cup 2017
De China Cup 2017 was de eerste editie van dit voetbaltoernooi, dat van 10 tot en met 15 januari in Nanning, China, werd georganiseerd. Aan het toernooi deden vier landen mee. Behalve het gastland zijn dit ook nog twee landen uit Europa en een land uit Zuid-Amerika. Het toernooi werd gewonnen door Chili. Dat land won in de finale van IJsland. Het gastland China werd derde.

## Deelnemende landen
| Land             | FIFA Ranking (december 2016) |
| ---------------- | ---------------------------- |
| Chili            | 4                            |
| Kroatië          | 14                           |
| IJsland          | 21                           |
| China (gastland) | 82                           |

## Stadion
| Nanning                                |
| -------------------------------------- |
| Guangxi Sportcenter Capaciteit: 60.000 |
| · Guangxi Sportcenter                  |

## Wedstrijden
|  | Halve finale         | Halve finale         |       |                      | Finale               | Finale |
|  |                      |                      |       |                      |                      |        |
|  | 10 januari – Nanning |                      |       |                      |                      |        |
|  | China                | 0                    |       |                      |                      |        |
|  | IJsland              | 2                    |       |                      |                      |        |
|  |                      |                      |       |                      |                      |        |
|  |                      |                      |       |                      | 15 januari – Nanning |        |
|  |                      |                      |       |                      | China                | 1 (4)  |
|  |                      | Kroatië              | 1 (3) |                      |                      |        |
|  |                      |                      |       |                      |                      |        |
|  |                      |                      |       |                      | Derde plaats         |        |
|  | 11 januari – Nanning | 11 januari – Nanning |       | 14 januari – Nanning | 14 januari – Nanning |        |
|  | Chili                | 1 (4)                |       | IJsland              | 0                    |        |
|  | Kroatië              | 1 (1)                |       |                      | Chili                | 1      |

### Halve finales
|                                                  |       |                                 |         |                                                                                        |
| 10 januari 2017 «onderlinge duels» 20:00 (UTC+8) | China | 0 – 2                           | IJsland | Guangxi Sportcenter, Nanning Toeschouwers: 23,876 Scheidsrechter: Kim Jong-hyeok (KOR) |
| 10 januari 2017 «onderlinge duels» 20:00 (UTC+8) |       | Finnbogason 64' Sigurðarson 88' |         | Guangxi Sportcenter, Nanning Toeschouwers: 23,876 Scheidsrechter: Kim Jong-hyeok (KOR) |

|                                                  |                                  |       |                       |                                                                                |
| 11 januari 2017 «onderlinge duels» 19:35 (UTC+8) | Chili                            | 1 – 1 | Kroatië               | Guangxi Sportcenter, Nanning Toeschouwers: 6.686 Scheidsrechter: Fu Ming (CHN) |
| 11 januari 2017 «onderlinge duels» 19:35 (UTC+8) | Pinares 18'                      |       | Andrijašević 76'      | Guangxi Sportcenter, Nanning Toeschouwers: 6.686 Scheidsrechter: Fu Ming (CHN) |
| 11 januari 2017 «onderlinge duels» 19:35 (UTC+8) | Strafschoppen                    |       |                       | Guangxi Sportcenter, Nanning Toeschouwers: 6.686 Scheidsrechter: Fu Ming (CHN) |
| 11 januari 2017 «onderlinge duels» 19:35 (UTC+8) | Vargas Galdames Beausejour Ramos | 4–1   | Pivarić Antolić Marić | Guangxi Sportcenter, Nanning Toeschouwers: 6.686 Scheidsrechter: Fu Ming (CHN) |

### Troostfinale
|                                                  |                                                                |       |                                          |                                                                                      |
| 14 januari 2017 «onderlinge duels» 15:35 (UTC+8) | China                                                          | 1 – 1 | Kroatië                                  | Guangxi Sportcenter, Nanning Toeschouwers: 25.576 Scheidsrechter: Ko Hyung-jin (KOR) |
| 14 januari 2017 «onderlinge duels» 15:35 (UTC+8) | Wang Jingbin 89'                                               |       | Ivanušec 36'                             | Guangxi Sportcenter, Nanning Toeschouwers: 25.576 Scheidsrechter: Ko Hyung-jin (KOR) |
| 14 januari 2017 «onderlinge duels» 15:35 (UTC+8) | Strafschoppen                                                  |       |                                          | Guangxi Sportcenter, Nanning Toeschouwers: 25.576 Scheidsrechter: Ko Hyung-jin (KOR) |
| 14 januari 2017 «onderlinge duels» 15:35 (UTC+8) | Yin Hongbo Chi Zhongguo Fan Xiaodong Wang Jingbin Wang Jinxian | 4–3   | Pivarić Ozobić Perošević Juranović Mišić | Guangxi Sportcenter, Nanning Toeschouwers: 25.576 Scheidsrechter: Ko Hyung-jin (KOR) |

### Finale
|                                                  |         |           |       |                                                                                 |
| 15 januari 2017 «onderlinge duels» 15:35 (UTC+8) | IJsland | 0 – 1     | Chili | Guangxi Sportcenter, Nanning Toeschouwers: 26.335 Scheidsrechter: Ma Ning (CHN) |
| 15 januari 2017 «onderlinge duels» 15:35 (UTC+8) |         | Sagal 18' |       | Guangxi Sportcenter, Nanning Toeschouwers: 26.335 Scheidsrechter: Ma Ning (CHN) |

## Doelpuntenmakers
1 doelpunt
- Wang Jingbin
- César Pinares
- Ángelo Sagal
- Franko Andrijašević
- Luka Ivanušec
- Aron Sigurðarson
- Kjartan Finnbogason